# Tressange
Cet article possède un paronyme, voir Cressanges.
Tressange est une commune française  située dans le département de la Moselle, en région Grand Est.

## Géographie

### Localisation
La commune est composée de Tressange, Bure et Ludelange. Elle se situe à environ sept kilomètres de la frontière franco-luxembourgeoise.
| Aumetz   |           | Ottange       |
|          | Tressange | Rochonvillers |
| Boulange | Havange   | Angevillers   |

### Hydrographie

#### Réseau hydrographique
La commune est située dans le bassin versant du Rhin au sein du bassin Rhin-Meuse. Elle est drainée par le ruisseau Kaelbach.

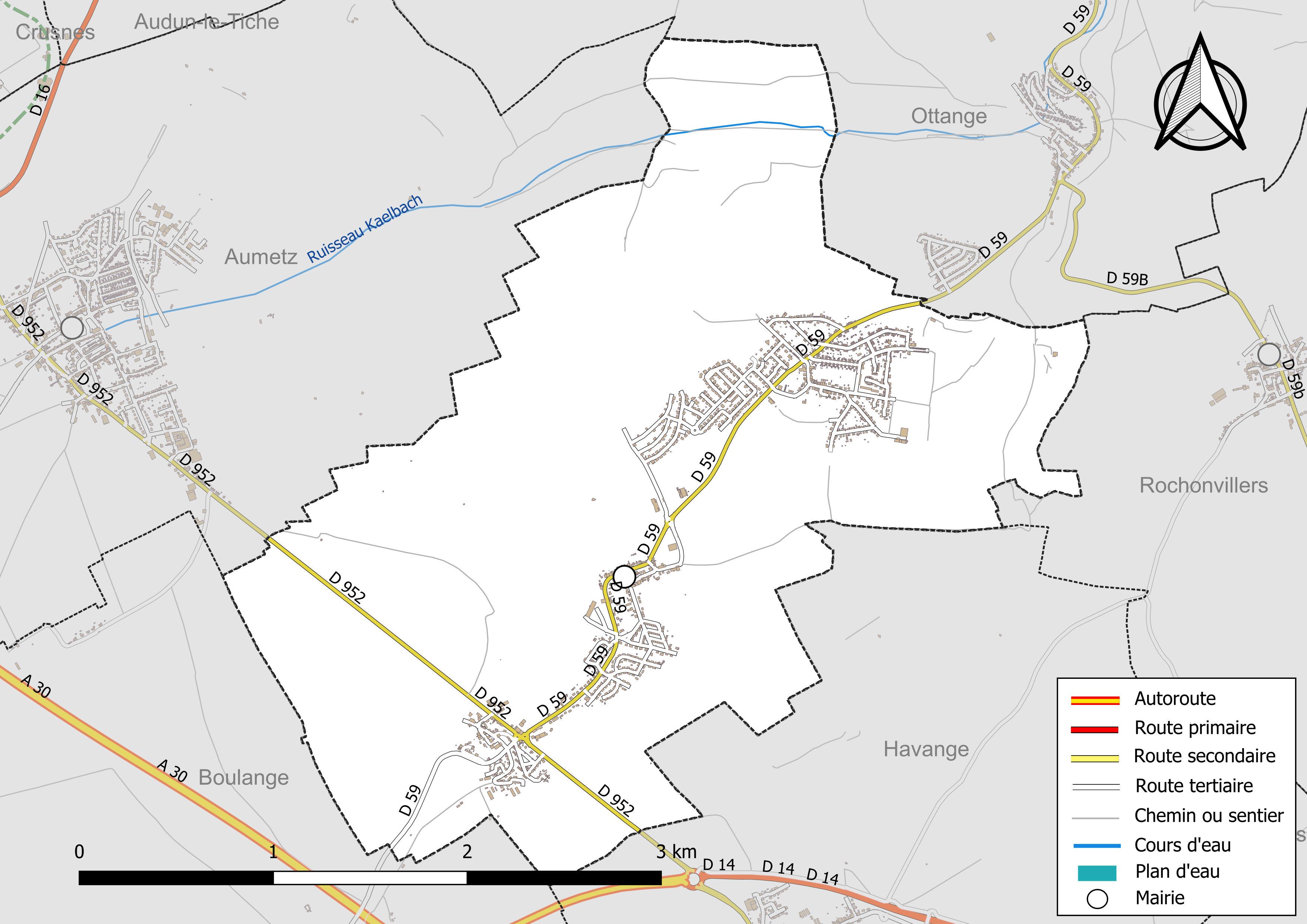
Réseaux hydrographique et routier de Tressange.

#### Gestion et qualité des eaux
Le territoire communal est couvert par le schéma d'aménagement et de gestion des eaux (SAGE) « Bassin ferrifère ». Ce document de planification, dont le territoire correspond aux anciennes galeries des mines de fer, des aquifères et des bassins versants associés, d'une superficie de 2 418 km2, a été approuvé le 27 mars 2015. La structure porteuse de l'élaboration et de la mise en œuvre est la région Grand Est. Il définit sur son territoire les objectifs généraux d’utilisation, de mise en valeur et de protection quantitative et qualitative des ressources en eau superficielle et souterraine, en respect des objectifs de qualité définis dans le SDAGE  du Bassin Rhin-Meuse.

### Climat
Pour des articles plus généraux, voir Climat du Grand Est et Climat de la Moselle.
En 2010, le climat de la commune est de type climat de montagne, selon une étude du Centre national de la recherche scientifique s'appuyant sur une série de données couvrant la période 1971-2000. En 2020, Météo-France publie une typologie des climats de la France métropolitaine dans laquelle la commune est exposée à un climat semi-continental et est dans la région climatique  Lorraine, plateau de Langres, Morvan, caractérisée par un hiver rude (1,5 °C), des vents modérés et des brouillards fréquents en automne et hiver. 
Pour la période 1971-2000, la température annuelle moyenne est de 9,1 °C, avec une amplitude thermique annuelle de 16,4 °C. Le cumul annuel moyen de précipitations est de 874 mm, avec 13 jours de précipitations en janvier et 9,3 jours en juillet. Pour la période 1991-2020, la température moyenne annuelle observée sur la station météorologique de Météo-France la plus proche, « Malancourt », sur la commune d'Amnéville à 20 km à vol d'oiseau, est de 10,2 °C et le cumul annuel moyen de précipitations est de 884,1 mm. 
La température maximale relevée sur cette station est de 39,3 °C, atteinte le 25 juillet 2019 ; la température minimale est de −17,9 °C, atteinte le 5 janvier 1985,,. 
Les paramètres climatiques de la commune ont été estimés pour le milieu du siècle (2041-2070) selon différents scénarios d'émission de gaz à effet de serre à partir des nouvelles projections climatiques de référence DRIAS-2020. Ils sont consultables sur un site dédié publié par Météo-France en novembre 2022.

## Urbanisme

### Typologie
Au 1er janvier 2024, Tressange est catégorisée bourg rural, selon la nouvelle grille communale de densité à sept niveaux définie par l'Insee en 2022.
Elle appartient à l'unité urbaine de Tressange, une unité urbaine monocommunale constituant une ville isolée,. Par ailleurs la commune fait partie de l'aire d'attraction de Luxembourg (partie française), dont elle est une commune de la couronne,. Cette aire, qui regroupe 115 communes, est catégorisée dans les aires de 700 000 habitants ou plus (hors Paris),.

### Occupation des sols
L'occupation des sols de la commune, telle qu'elle ressort de la base de données européenne d’occupation biophysique des sols Corine Land Cover (CLC), est marquée par l'importance des territoires agricoles (67,6 % en 2018), en diminution par rapport à 1990 (69,8 %). La répartition détaillée en 2018 est la suivante : 
terres arables (60,7 %), forêts (15,8 %), zones urbanisées (12,3 %), prairies (6,9 %), milieux à végétation arbustive et/ou herbacée (4,2 %). L'évolution de l’occupation des sols de la commune et de ses infrastructures peut être observée sur les différentes représentations cartographiques du territoire : la carte de Cassini (XVIIIe siècle), la carte d'état-major (1820-1866) et les cartes ou photos aériennes de l'IGN pour la période actuelle (1950 à aujourd'hui).

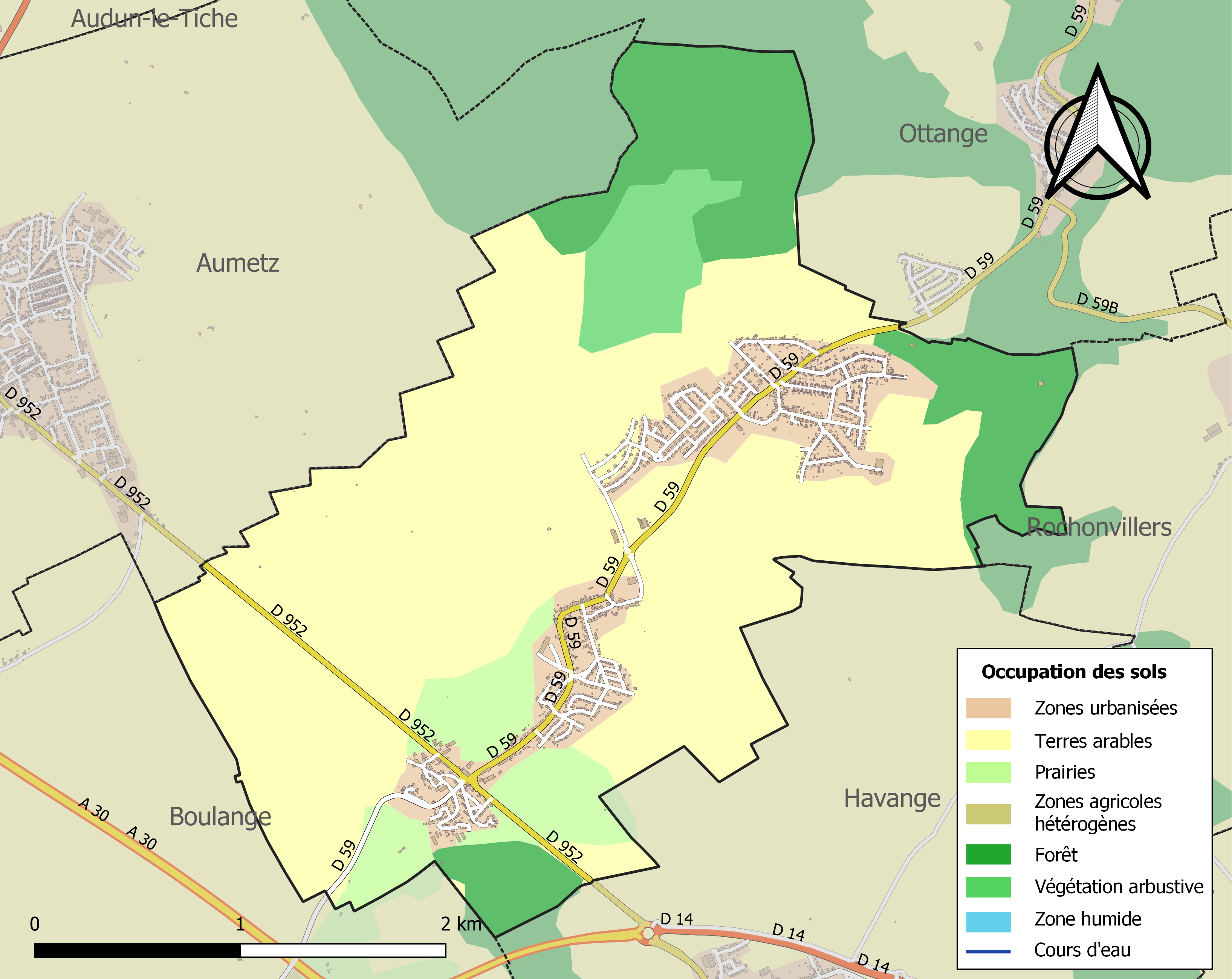
Carte des infrastructures et de l'occupation des sols de la commune en 2018 (CLC).

## Toponymie
- Tressange[16] : Trissinga ou Tressinga (980), Tresseng et Tressenge (1178), Tresinga (1188), Tresinges (1249), Tresanges (1272), Triexinges (1297), Tressinga (1404), Tressingen (1433), Trescenge (1686), Tressingen (1871-1918). En luxembourgeois : Triesséng[17], Träisséng, et Dreschéng.
- Ludelange[16] : Luidelinga (1121)[18], Ludelengis (1147)[19], Ludlinge et Ludilengen (1169), Ludelinga (1180)[20], Luttelange (1681), Ludlange (1749 et 1793), Lüdelingen (1940-44). En luxembourgeois : Lidléng.
- Bure[16],[19] : Beura (822), Burne (1193), Bures (1272), Buren (XVe siècle), Beuren (1626), Buren (1629), Bares (1793), Bur (1801). En allemand : Beuren[16], en luxembourgeois : Blobeiren et Blobeieren.

## Histoire
Dépendait de l'ancienne province du Barrois, dans la seigneurie de Bassompierre. 
Le hameau de Ludelange fut rattaché à la commune entre 1790 et 1794. Même chose pour l'ancienne commune de Bure en 1811.
En 1817, Tressange, village de l'ancienne province du Barrois, avait pour annexe le village de Bure et le hameau de Ludelange. À cette époque, il y avait 188 habitants répartis dans 31 maisons. À Bure, il y avait 109 habitants répartis dans 24 maisons. Mine Ferdinand à Tressange. Fermeture de la mine de Bure en 1973.

## Politique et administration
| Période                                  | Période  | Identité     | Étiquette | Qualité                                                                                      |
| ---------------------------------------- | -------- | ------------ | --------- | -------------------------------------------------------------------------------------------- |
| Les données manquantes sont à compléter. |          |              |           |                                                                                              |
| mars 1971                                | En cours | Denis Schitz | DVD       | Cadre de la sidérurgie Conseiller général du canton de Fontoy (1973 → 1979 puis 1985 → 2004) |

## Démographie
L'évolution du nombre d'habitants est connue à travers les recensements de la population effectués dans la commune depuis 1793. Pour les communes de moins de 10 000 habitants, une enquête de recensement portant sur toute la population est réalisée tous les cinq ans, les populations de référence des années intermédiaires étant quant à elles estimées par interpolation ou extrapolation. Pour la commune, le premier recensement exhaustif entrant dans le cadre du nouveau dispositif a été réalisé en 2006.

En 2022, la commune comptait 2 464 habitants, en évolution de +16,94 % par rapport à 2016 (Moselle : +0,52 %, France hors Mayotte : +2,11 %).
| 1793 | 1800 | 1806 | 1821 | 1836 | 1841 | 1861 | 1866 | 1871 |
| ---- | ---- | ---- | ---- | ---- | ---- | ---- | ---- | ---- |
| 290  | 101  | 185  | 393  | 380  | 380  | 375  | 380  | 360  |

| 1875 | 1880 | 1885 | 1890 | 1895 | 1900 | 1905 | 1910 | 1921 |
| ---- | ---- | ---- | ---- | ---- | ---- | ---- | ---- | ---- |
| 322  | 339  | 322  | 308  | 294  | 439  | 479  | 492  | 395  |

| 1926 | 1931 | 1936 | 1946  | 1954  | 1962  | 1968  | 1975  | 1982  |
| ---- | ---- | ---- | ----- | ----- | ----- | ----- | ----- | ----- |
| 436  | 734  | 978  | 1 146 | 1 415 | 1 844 | 1 937 | 1 713 | 1 927 |

| 1990  | 1999  | 2006  | 2011  | 2016  | 2021  | 2022  | - | - |
| ----- | ----- | ----- | ----- | ----- | ----- | ----- | - | - |
| 2 012 | 1 986 | 1 968 | 1 982 | 2 107 | 2 383 | 2 464 | - | - |

## Culture locale et patrimoine

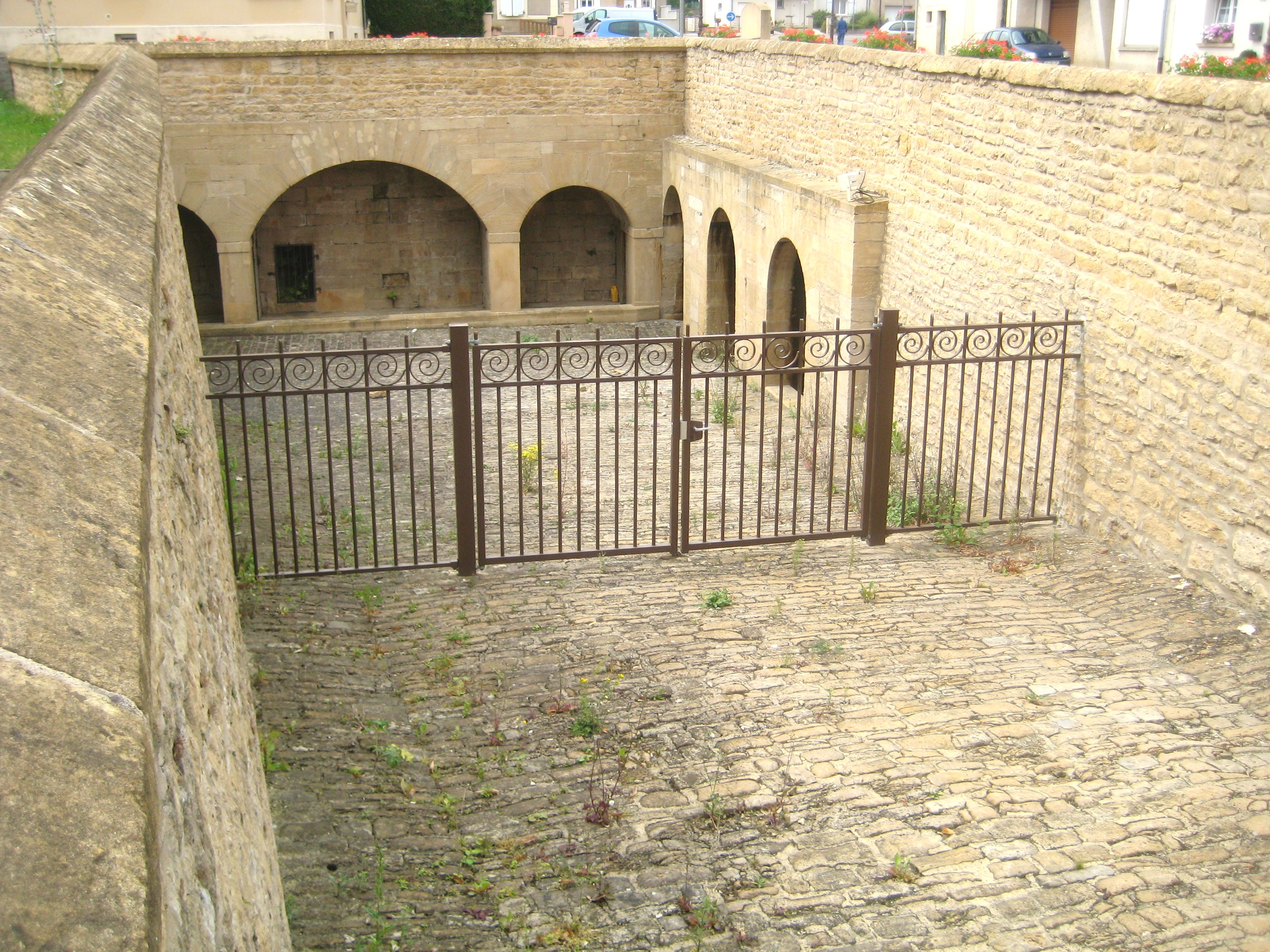
Fontaine souterraine de Bure.

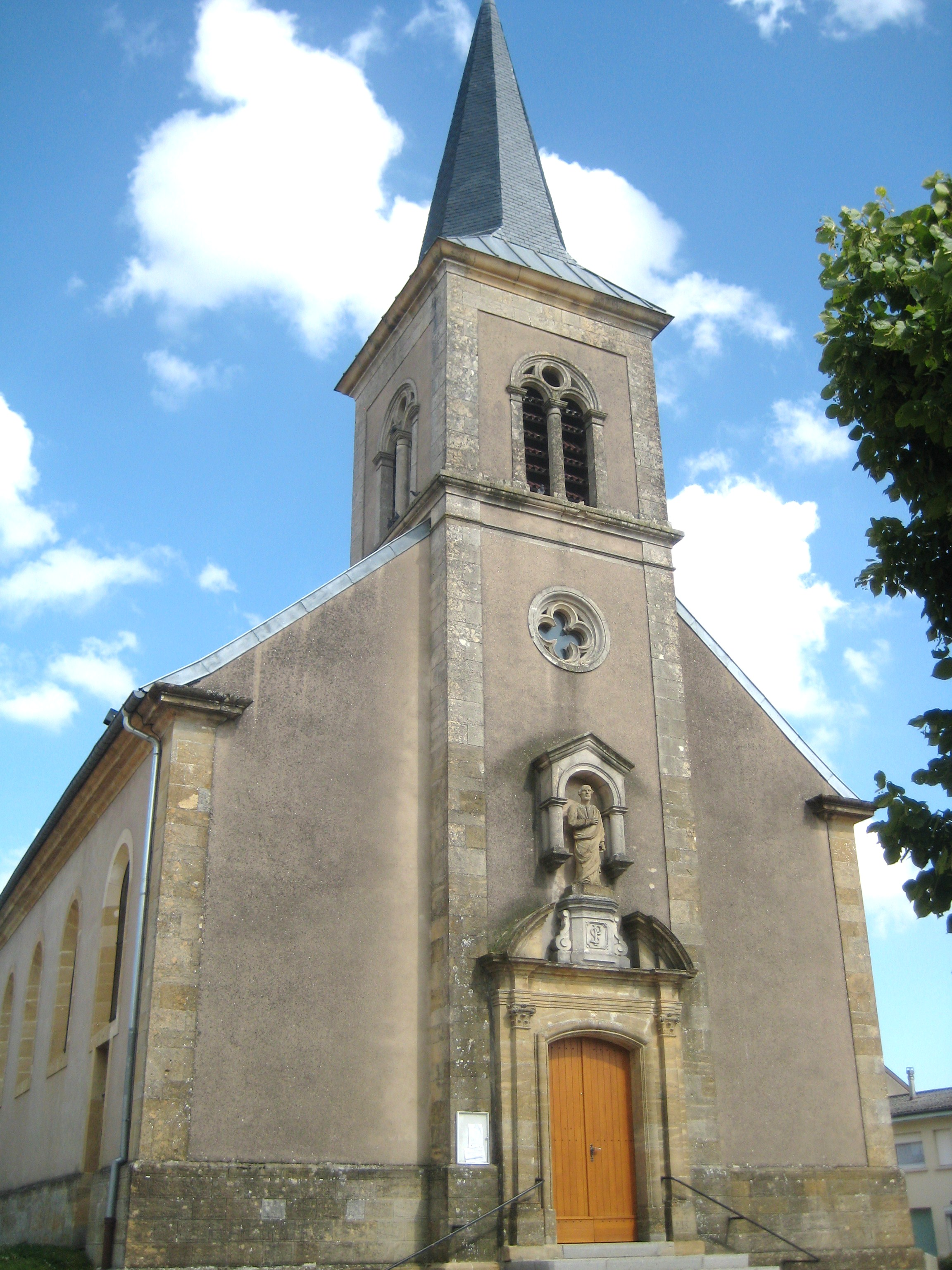
Église paroissiale Saint-Pierre de Tressange.

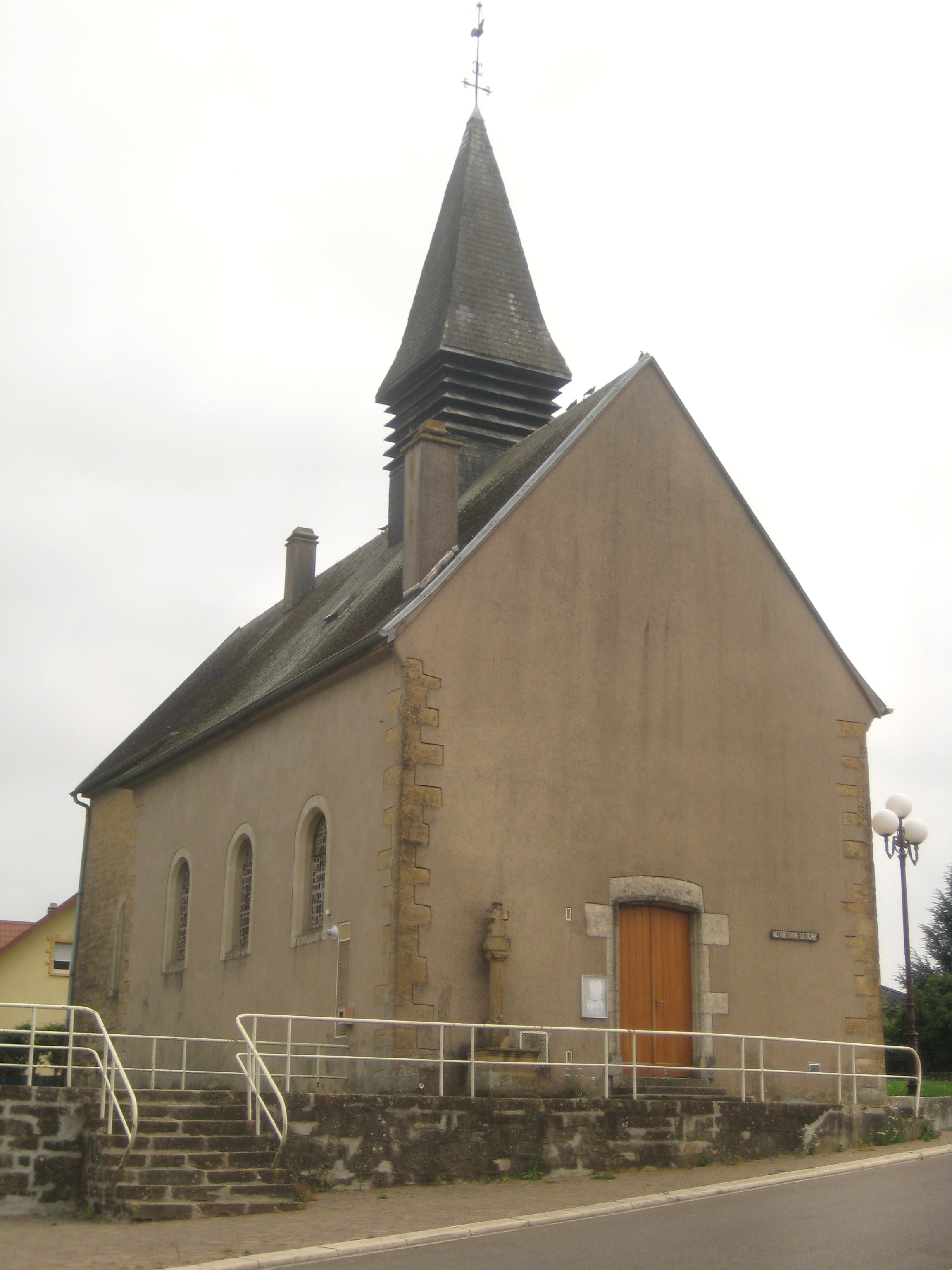
Chapelle Notre-Dame de Bure.

### Lieux et monuments

#### Édifices civils
- Passage d'une voie romaine.
- Fontaine souterraine 1747 à Bure, qui - selon la légende - est apparue miraculeusement dans le centre de Bure pendant une sécheresse.
- Ligne Maginot.

#### Édifices religieux
- Église paroissiale Saint-Pierre, datant de 1716 avec autels de 1723 et fonts baptismaux du XVIIIe siècle
- Chapelle Notre-Dame de Bure datant de Charlemagne jadis fortifiée (pèlerinage le 15 août) : chœur XVe siècle, nef 1747 ; autel avec retable XVIIe siècle, statue* de Notre-Dame-de-Bure XVe siècle
- Grand presbytère XVIIIe siècle
- Calvaire XVIIe siècle

### Personnalités liées à la commune
- Bruno Ferrero, ancien footballeur français
- Julien Noirel, ancien résistant de la Seconde Guerre mondiale, mort en déportation en 1945.

### Héraldique
| Blason de Tressange | Blason  | Mi-parti d'azur à deux bars adossés d'or cantonnés de quatre croisettes recroisetées au pied fiché du même, et d'argent à trois chevrons de gueules. |
| Blason de Tressange | Détails | Le statut officiel du blason reste à déterminer. |

## Pour approfondir